# Mahes
Mahes (také Mihos, Miysis, Mios, Maihes nebo Maahes, řecky Μαχές, Μιχός, Μίυσις, Μίος, nebo Μάιχες) byl starověký egyptský lví – bůh války,  jehož jméno znamená „on kdo je pravda vedle ní“. Byl viděn jako syn boha stvořitele Ptaha, stejně jako kočičí bohyně (Bastet v Dolním Egyptě nebo Sekhmet v Horním Egyptě), jejíž povahu sdílel. Maahes byl božstvo spojené s válkou, ochranou a počasím, stejně jako s noži, lotosy a pohlcením zajatců. Jeho kult byl soustředěn v Taremu a Per-Bast, v kultových centrech Sekhmet a Bastet.

## Původ
První zaznamenaná zmínka o Maahesovi je z Nového království Někteří egyptologové tvrdily, že Maahes byl cizího původu.  Mohl by být totožný s lvem-bohem Apedemakem uctívaným v Nubii a egyptskou západní pouští.
Maahes byl považován za syna Ra a kočičí bohyně Bastet nebo jiné kočičí bohyně Sekhme. Někdy byl ztotožněn s jiným synem Sekhmet, Nefertemem. Maahes bojoval s Reem na jeho bárce proti hadu Apepovi, během jeho noční plavby. 
Vzhledem k tomu, že mají kočičí božstva mocné atributy, byli spojeni s faraony a stali se egyptskými patrony.

## Jméno
Jméno Maahes začíná hieroglyfy pro mužského lva, i když izolovaně to také znamená (ten, kdo může) vidět vpředu.

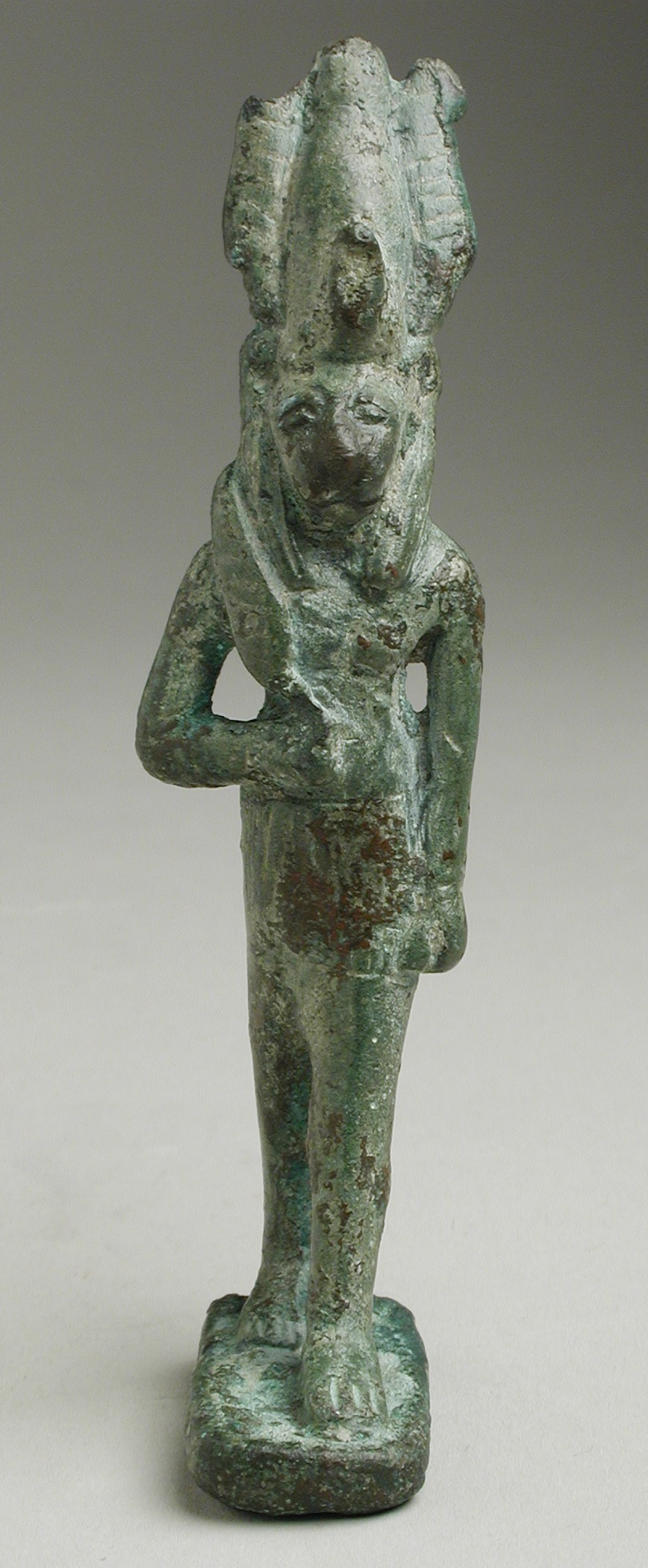

## Zobrazení
Maahes byl zobrazen jako muž s hlavou lva, který někdy držel nůž a kytici lotosových květů, s odkazem na jeho spojení s Nefertumem, kterého symbolizoval lotos.

## Posvátná zvířata

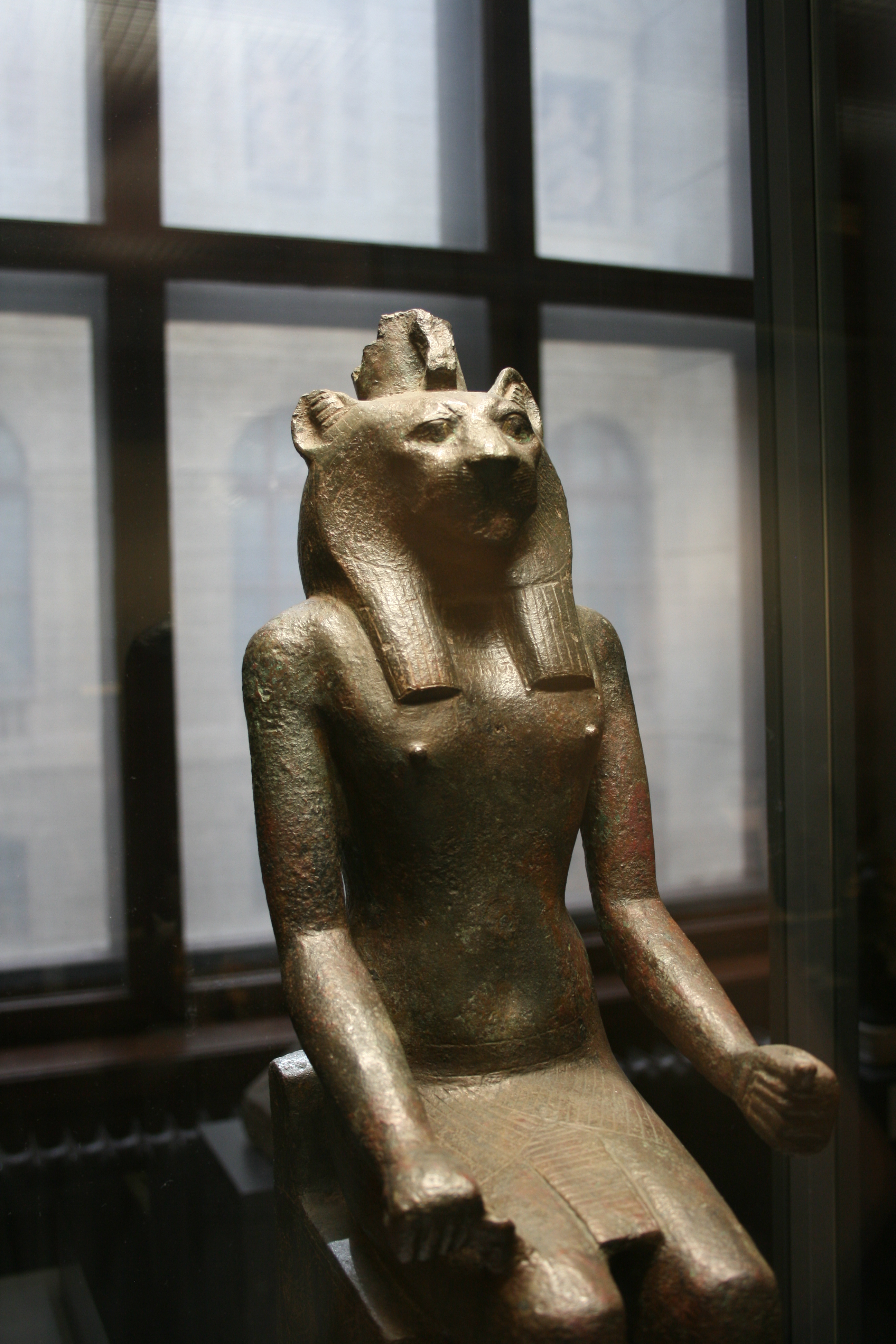
Maahes (664–525 př. Nl) s lví hlavou v muzeu Naturhistorisches (Vídeň)

Lvi byli drženi v chrámu zasvěceném Maahesovi v Taremu, kde byl uctíván Bastet / Sekhmet, jeho chrám sousedil s Bastským chrámem. Starověký řecký historik Aelian napsal: „V Egyptě uctívají lvy a po nich je nazýváno město. (…) Lvi mají chrámy a četné prostory, ve kterých se potulují; maso volů je jim dodáváno denně (…) a lvi jedí za doprovodu písně v egyptském jazyce.“, tak byl odvozen řecký název města Leontopolis.